# Ping An Finance Center South
Le Ping An Finance Center South est un gratte-ciel en construction à Shenzhen en Chine. Il s'élèvera à 286 mètres. Son achèvement est prévu pour 2019. Il est situé à côté du Pingan International Finance Center, haut de 599 mètres. 